# 山陰海岸ジオパーク
山陰海岸ユネスコ世界ジオパーク（さんいんかいがんユネスコせかいジオパーク、英: San'in Kaigan UNESCO Global Geopark）は、鳥取県岩美町、鳥取市北部、兵庫県豊岡市、香美町、新温泉町、京都府京丹後市にまたがる、山陰海岸国立公園とその周辺からなるジオパークである。山陰海岸地域にある地質遺産を保護・保全するほか、ジオツーリズムや教育・研究への活用、地域社会への貢献等を目的としている。2008年に日本ジオパークネットワークへの、2010年に世界ジオパークネットワークへの加盟が認定された。

## 概要
「日本海形成に伴う多様な地形・地質・人々の風土と暮らし」をテーマとする、東西100km以上、南北約30kmのジオパークである。その範域は、東は京都府京丹後市の経ヶ岬から兵庫県の但馬海岸（日和山海岸、竹野海岸、香住海岸、但馬御火浦）を経て、西は鳥取県の浦富海岸、白兎海岸、浜村海岸、青谷に至る。また、内陸部の神鍋高原・小代・湯村温泉・雨滝等も含まれている。日本列島がユーラシア大陸から分かれて日本海が形成される過程が、約4000万年前から今日に至るまでの地質学・地形学的に貴重で多様な地質遺産から確認できる。また、地質・地形・気候をうまく活用した、多様な生活文化が各地に息づいている。

## 地形・地質
海面変動や地殻変動によって形作られたリアス海岸や砂丘地などの地形が広がる。

## 沿革・活動実績
- 1955年（昭和30年）6月20日 - 山陰海岸が山陰海岸国定公園に指定される
- 1963年（昭和38年）7月15日 - 山陰海岸が山陰海岸国立公園に指定される
- 2007年（平成19年）7月16日 - 行政や、商工会、観光協会、漁業協同組合などの民間団体からなる、山陰海岸ジオパーク推進協議会が設立される
- 2008年（平成20年）12月8日 - 日本ジオパークネットワーク（JGN）の加盟認定を受ける
- 2009年（平成21年）6月8日 - 陸と海から竹野海岸を巡る見学ツアーが実施される[4]
- 2009年（平成21年）7月5日 - 浦富海岸でジオスポット研修会が実施される[5]
- 2009年（平成21年）8月19日 - 兵庫県立但馬ドームで「地域のたからもの展」が実施される[6]
- 2009年（平成21年）8月22日 - 岩美町で山陰海岸ジオパーククリーン大作戦が実施される[7]
- 2009年（平成21年）9月11日 - 日本ジオパーク委員会による現地視察が実施される[8]
- 2009年（平成21年）9月19日 - 拠点施設「山陰海岸ジオパーク館」が開館する[9][10]
- 2009年（平成21年）9月24日 - 郵便局株式会社中国支社が山陰海岸ジオパーク切手を発売[11]
- 2009年（平成21年）9月25日 - 兵庫県立浜坂高等学校による浜坂県民サンビーチ美化作戦が実施される[12]
- 2009年（平成21年）10月10日 - 香美町海の文化館で山陰海岸ジオパーク合同研修会が実施される[13]
- 2009年（平成21年）10月13日 - 香住海岸で観光協会主催による山陰海岸ジオパーク研修会が実施される[14]
- 2009年（平成21年）10月18日 - 鳥取県内在住の外国人を対象に浦富海岸を巡るツアーが実施される[15]
- 2009年（平成21年）10月28日 - 世界ジオパークネットワーク国内候補地に認定される[16][17][18][19]
- 2009年（平成21年）11月14日 - 鳥取市で世界ジオパーク加盟推進大会が開催される[20]
- 2009年（平成21年）11月17日 - 山陰海岸ジオパーク推進協議会の事務局が兵庫県豊岡総合庁舎に設置される[21]
- 2009年（平成21年）12月1日 - 推進協議会が世界登録に向けた申請書を世界ジオパーク委員会に提出する[22]
- 2010年（平成22年）01月 - 新温泉町内の10箇所にジオサイト説明板と総合案内板が設置される[23]
- 2010年（平成22年）01月4日 - 玄さん、コーちゃん、オーちゃんがジオパーク登録を祈願する[24]
- 2010年（平成22年）01月25日 - 山陰海岸ジオパーク鳥取県連絡協議会が発足する[25]
- 2010年（平成22年）02月16日 - 山陰海岸ジオパーク館で山陰海岸ジオパーク合同講演会が実施される[26]
- 2010年（平成22年）02月18日 - 岩美町が浦富海岸のガイド資料1万部を発行する[27]
- 2010年（平成22年）02月19日 - 新温泉町ジオパークネットワークが設立される[28]
- 2010年（平成22年）3月5日 - 山陰海岸ジオパーク 携帯スタンプラリーが実施される（同年5月9日まで）[29]
- 2010年（平成22年）3月28日 - 但馬海岸でジオスポットを巡るツアーが実施される[30]
- 2010年（平成22年）04月24日 - 鳥取市で世界ジオパーク決起大会が開催される[31]
- 2010年（平成22年）04月24日 - 鳥取県立博物館付属山陰海岸学習館がリニューアルオープンする[32][33]
- 2010年（平成22年）04月25日 - 香港ジオパーク団が山陰海岸ジオパークを訪問・視察する[34]
- 2010年（平成22年）05月 - 岩美町のボランティア団体が浦富海岸のガイド本を発行する[35]
- 2010年（平成22年）05月7日 - 香美町がジオパーク推進協議会を設立する[36]
- 2010年（平成22年）05月16日 - 浜坂海岸から香住海岸を巡るジオスポットバスツアーが実施される[37]
- 2010年（平成22年）05月22日 - 浦富海岸ジオウオークが実施される[38]
- 2010年（平成22年）05月27日 - 新温泉町で「目指せ世界ジオパーク・クリーン作戦」が実施される[39]
- 2010年（平成22年）05月27日 - 但馬国府・国分寺館で山陰海岸ジオパーク展が実施される（同年8月31日まで）[40]
- 2010年（平成22年）05月29日 - 山陰海岸ジオパークフォーラムが開催される[41]
- 2010年（平成22年）06月12日 - 中貝宗治会長が第4回ユネスコ国際ジオパーク会議に出席[42]
- 2010年（平成22年）06月25日 - 香住海岸で山陰海岸ジオパーク大学生現地研修が実施される[43]
- 2010年（平成22年）06月27日 - 浦富海岸でジオパーク野外観察会（山陰海岸学習館）が実施される[44]
- 2010年（平成22年）10月4日 - 世界ジオパークネットワーク（GGN）への加盟が認定される
- 2011年（平成23年）2月12日 - ギリシャのレスボスジオパークとの姉妹提携協定調印式を実施[45]
- 2013年（平成25年）12月16日 - 日本ジオパークネットワークへの加盟再認定。鳥取市西部へのエリア拡大も認められる
- 2014年（平成26年）9月23日 - 世界ジオパークネットワークへの加盟再認定。鳥取市西部へのエリア拡大も認められる[46]
- 2015年（平成27年）9月15日～20日 - アジア太平洋ジオパークネットワーク（APGN）の第4回シンポジウムが、「ジオパークネットワークと人々の暮らし」をテーマに実施される[47]
- 2017年（平成29年）9月27日 - 日本ジオパークの審査より、2年間という条件付きで再認定を受ける[48]。
- 2019年（平成31年）2月26日 - 世界ジオパークの審査よりジオパークの再認定を受ける。これにより日本ジオパークで受けた条件付き再認定が取り消される[49]。
- 2020年（令和2年）2月28日 - 山陰海岸ジオパークトレイルが完成[50]

## ジオサイト
この節の出典。周辺の主なスポットについても記載。

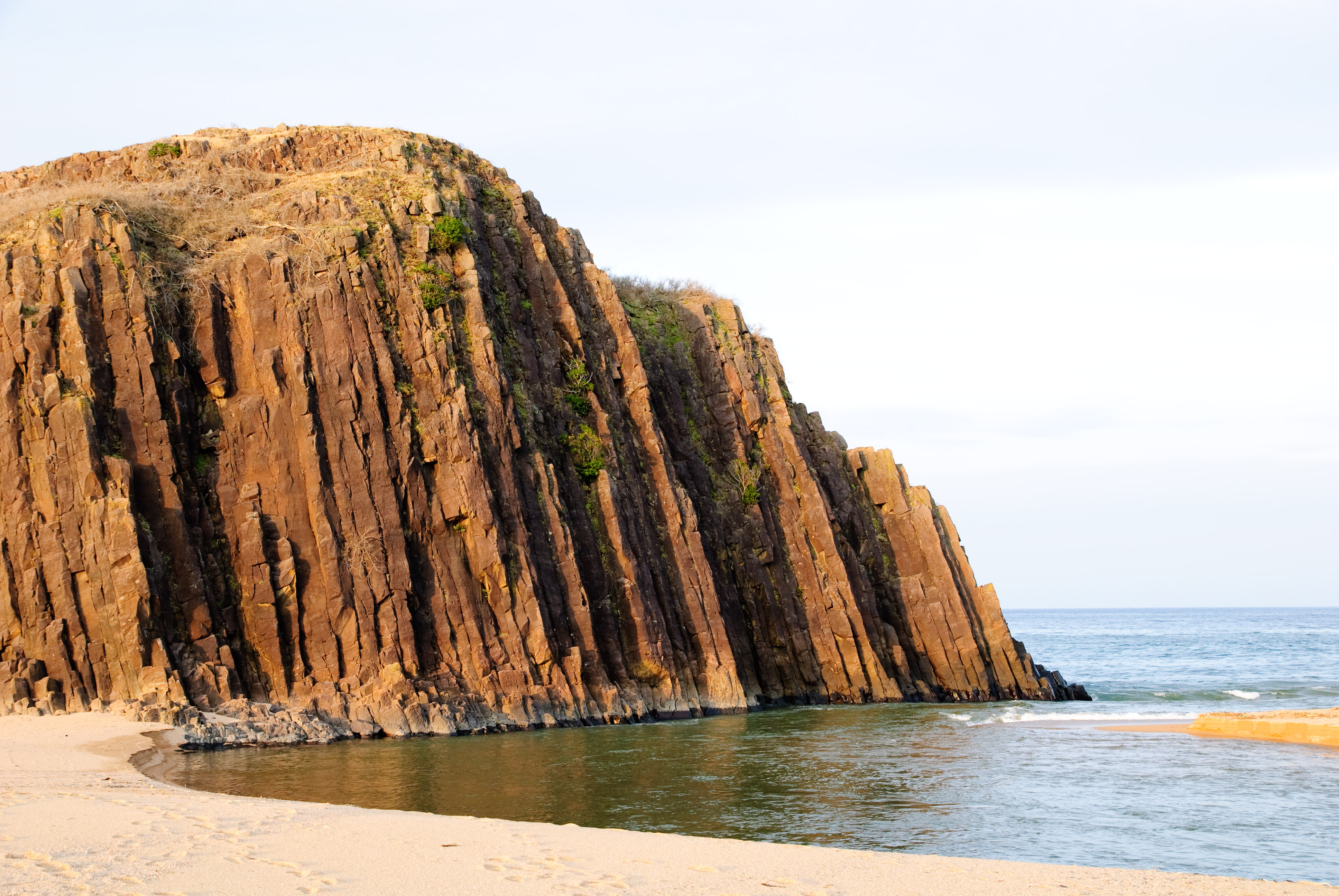
玄武岩の柱状節理により形成された後ヶ浜海岸 の立岩
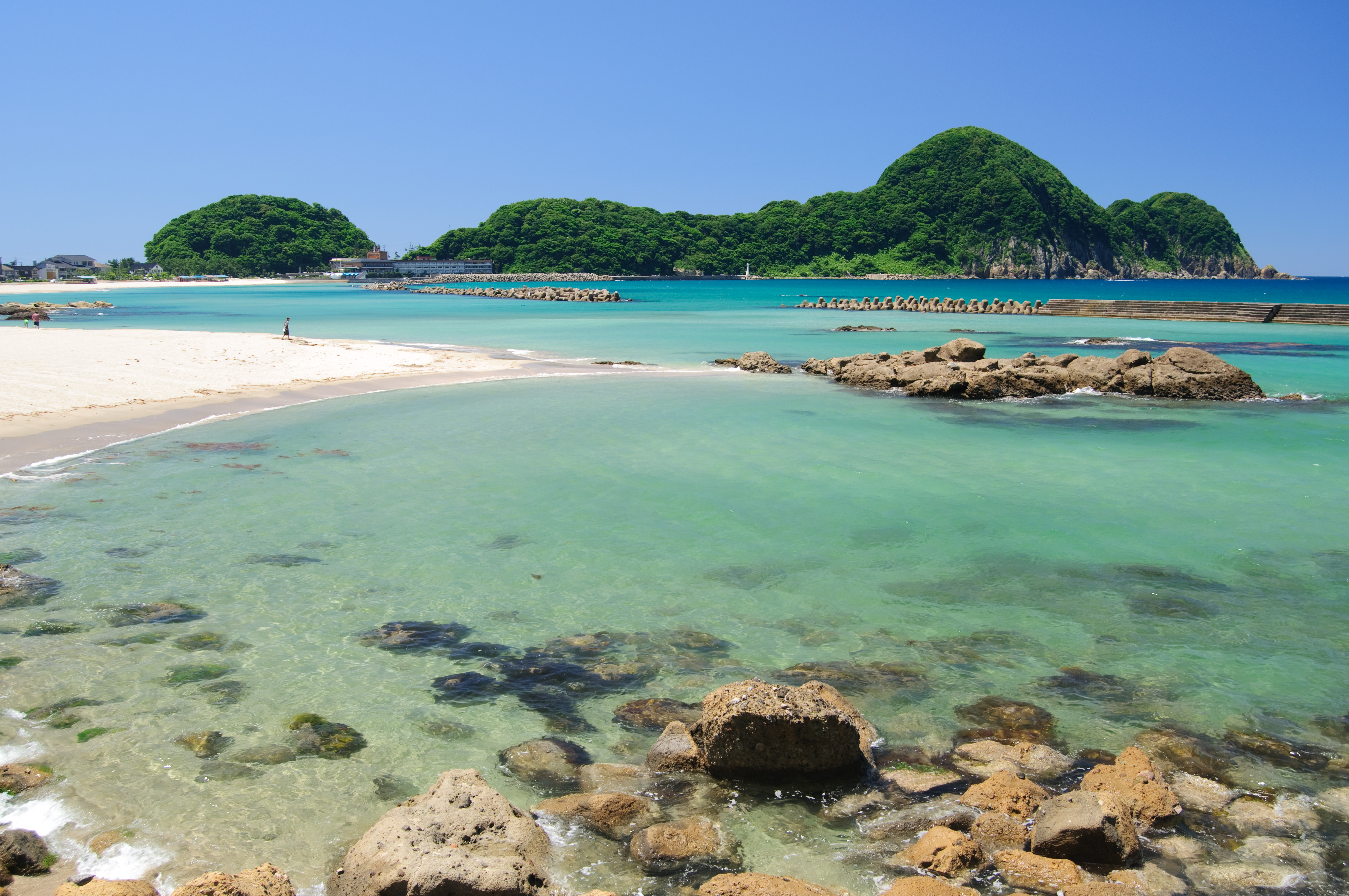
陸繋島の猫崎半島と竹野浜（竹野海岸）
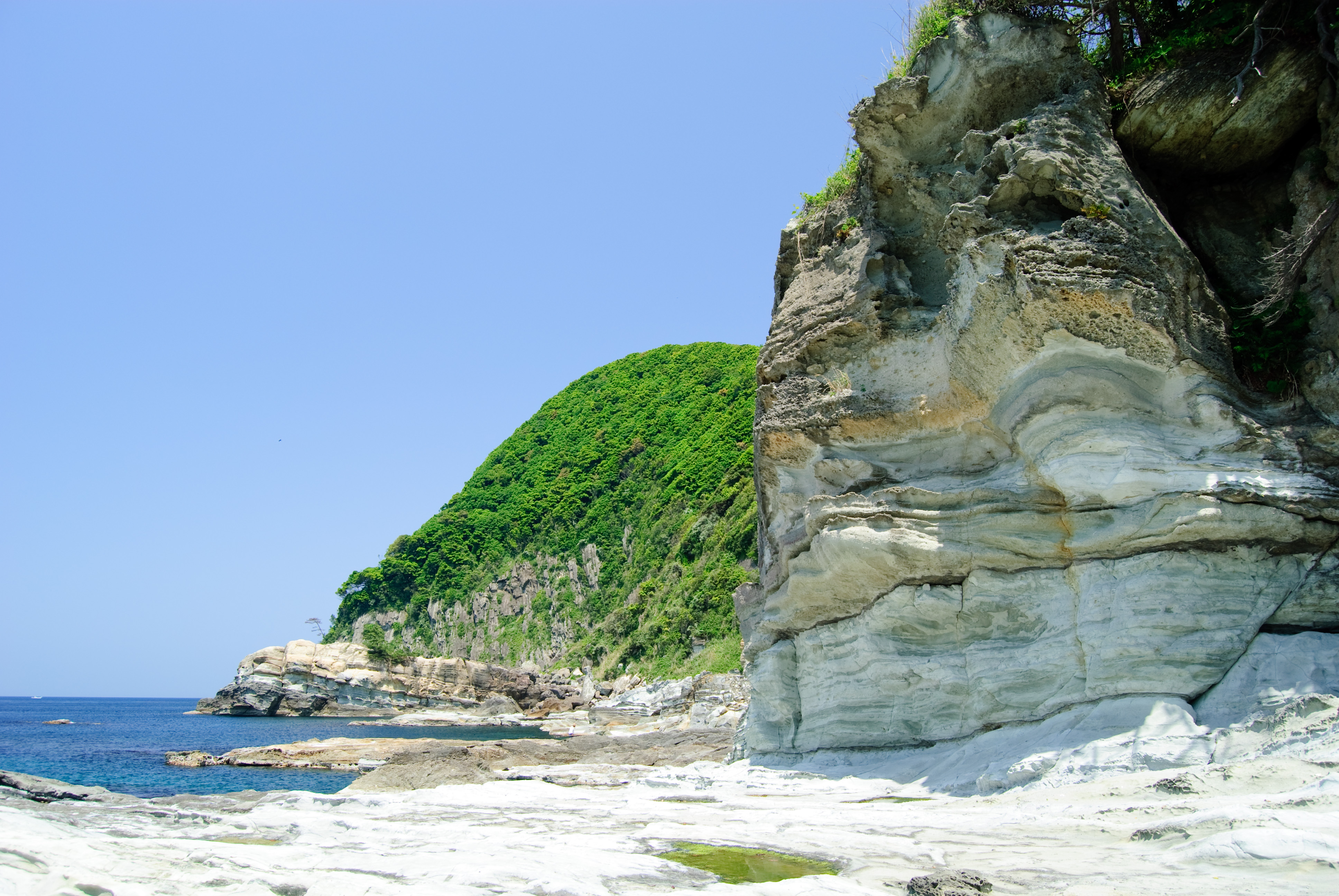
猫崎半島の西岸（竹野海岸）
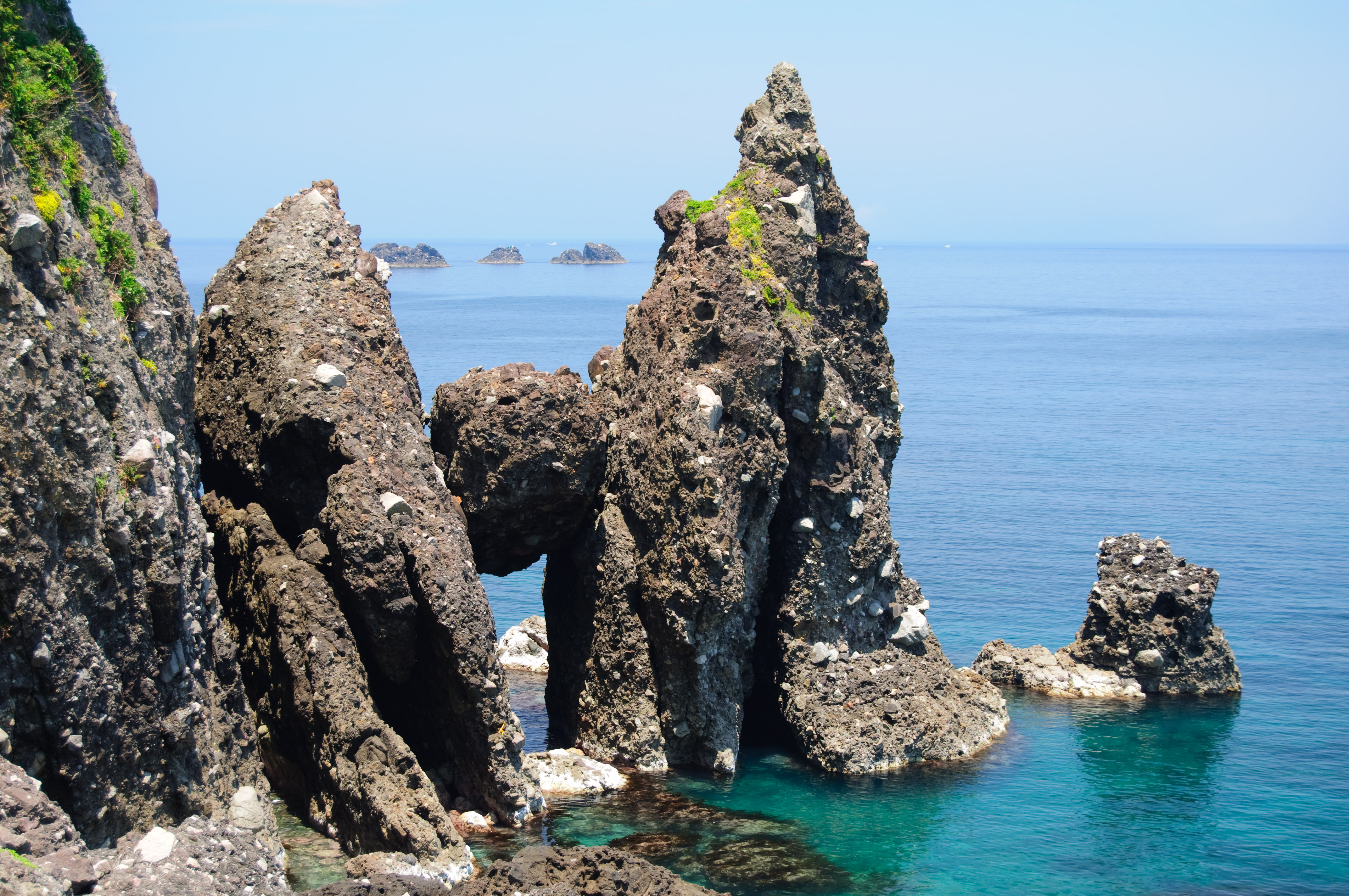
はさかり岩（竹野海岸）
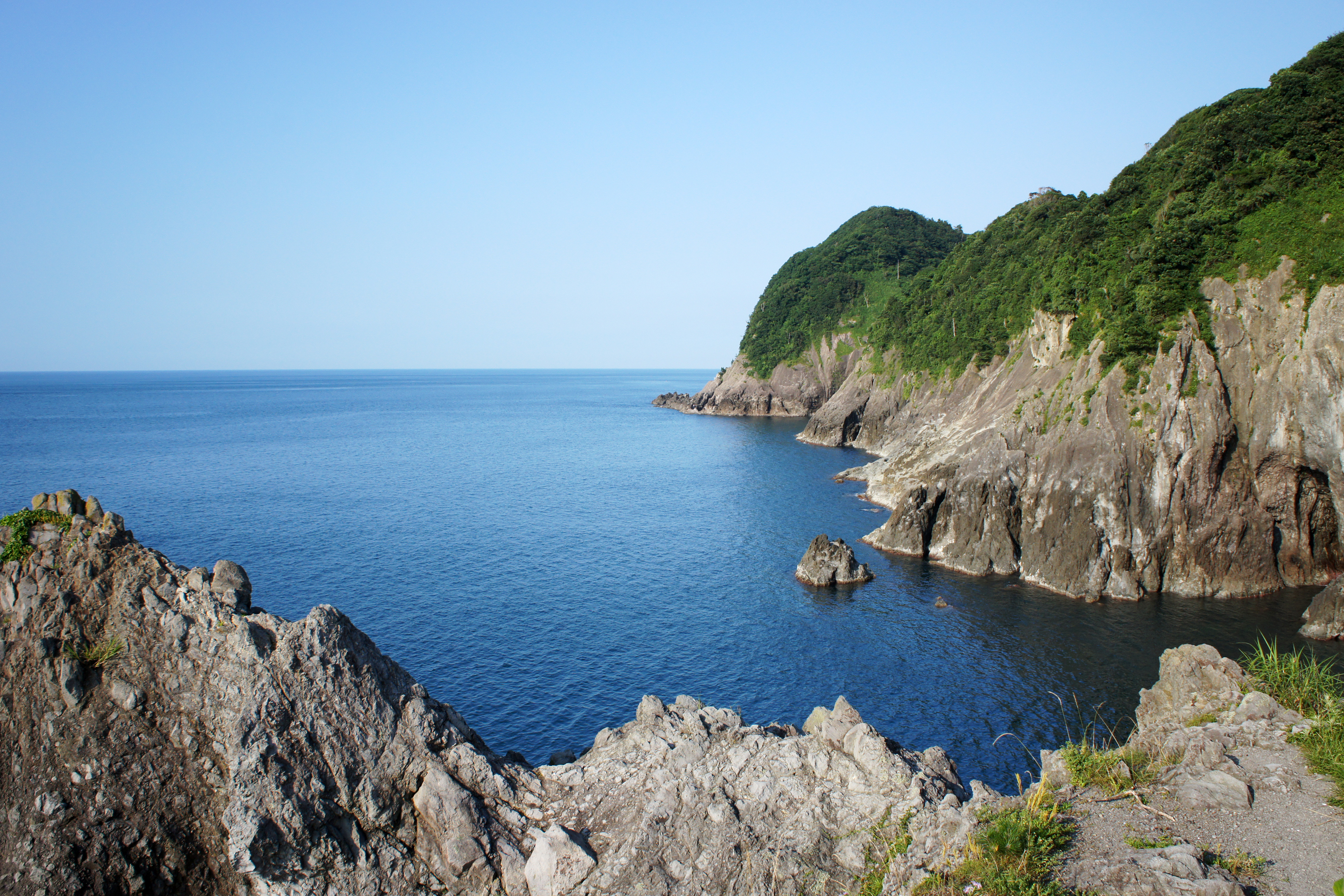
大引きの鼻（香住海岸）
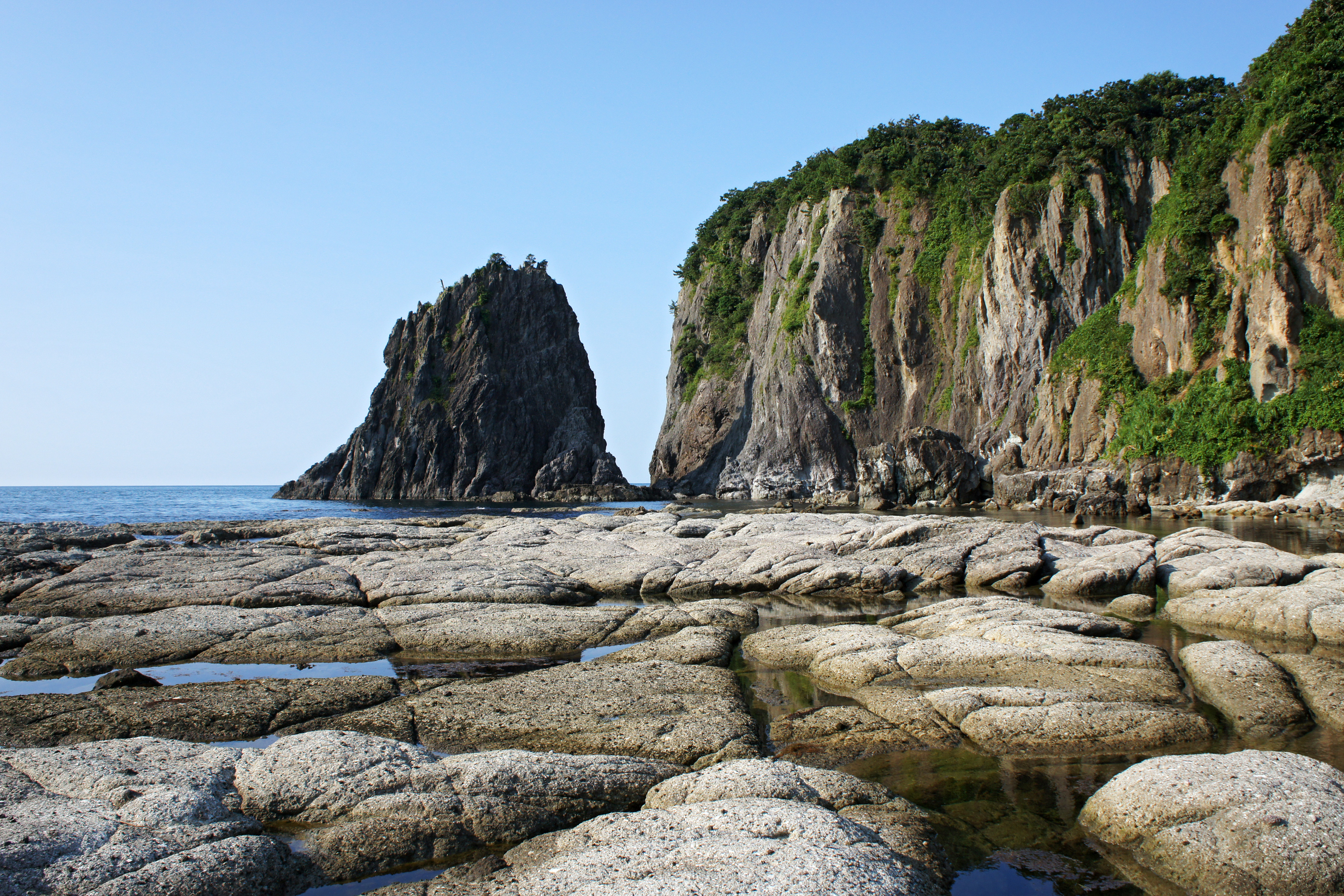
今子浦千畳敷と但馬赤壁（香住海岸）
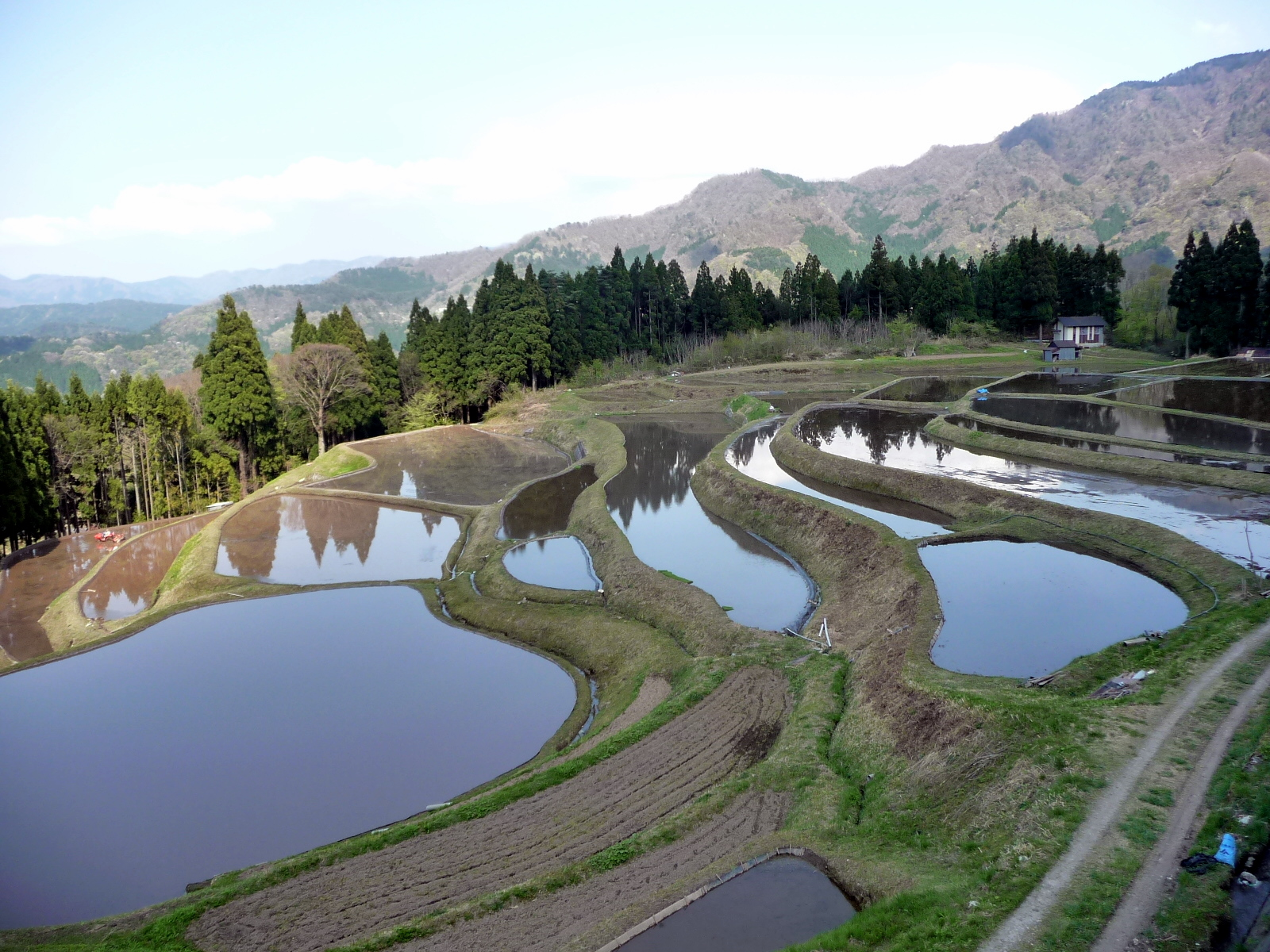
うへ山の棚田（小代）
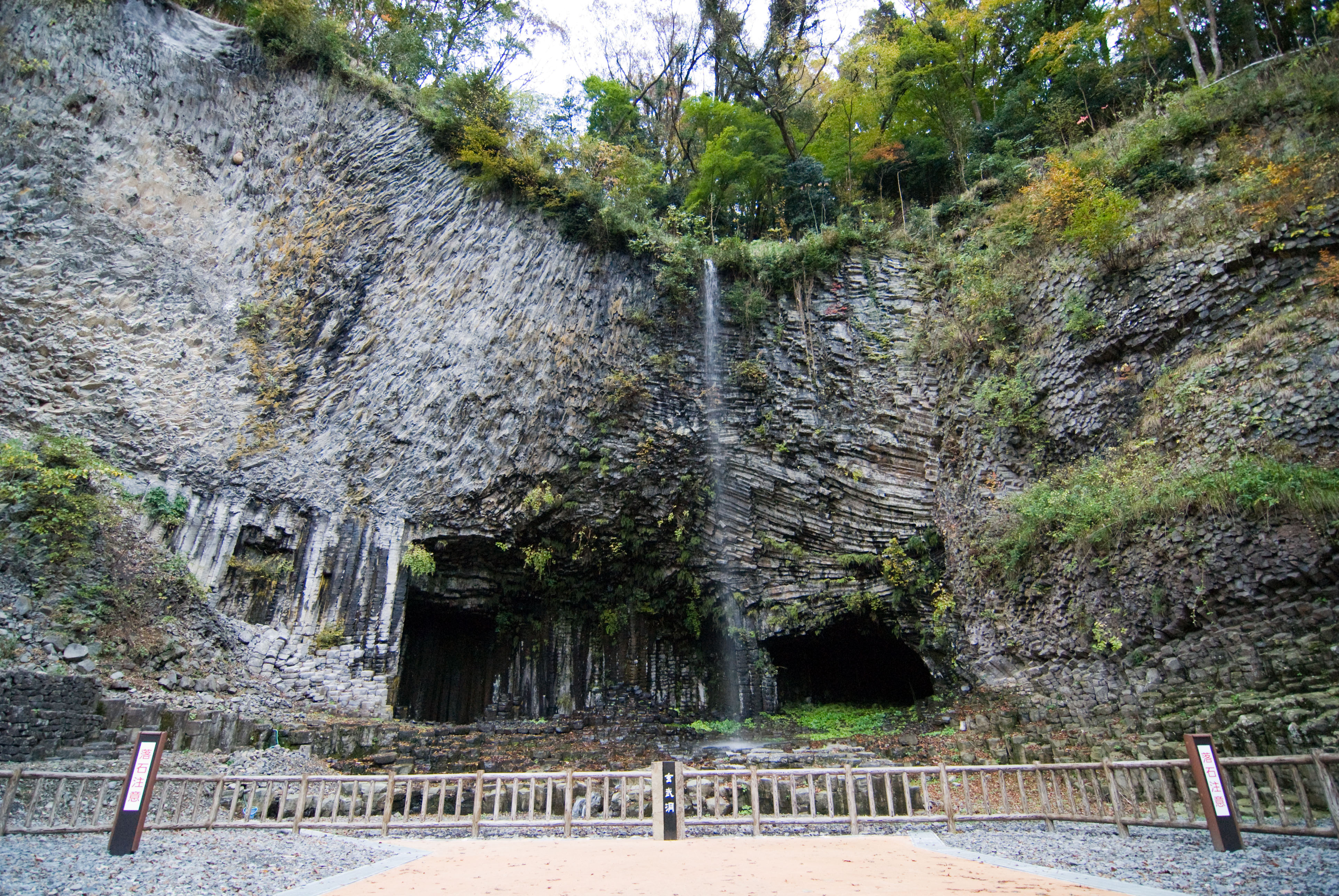
玄武洞
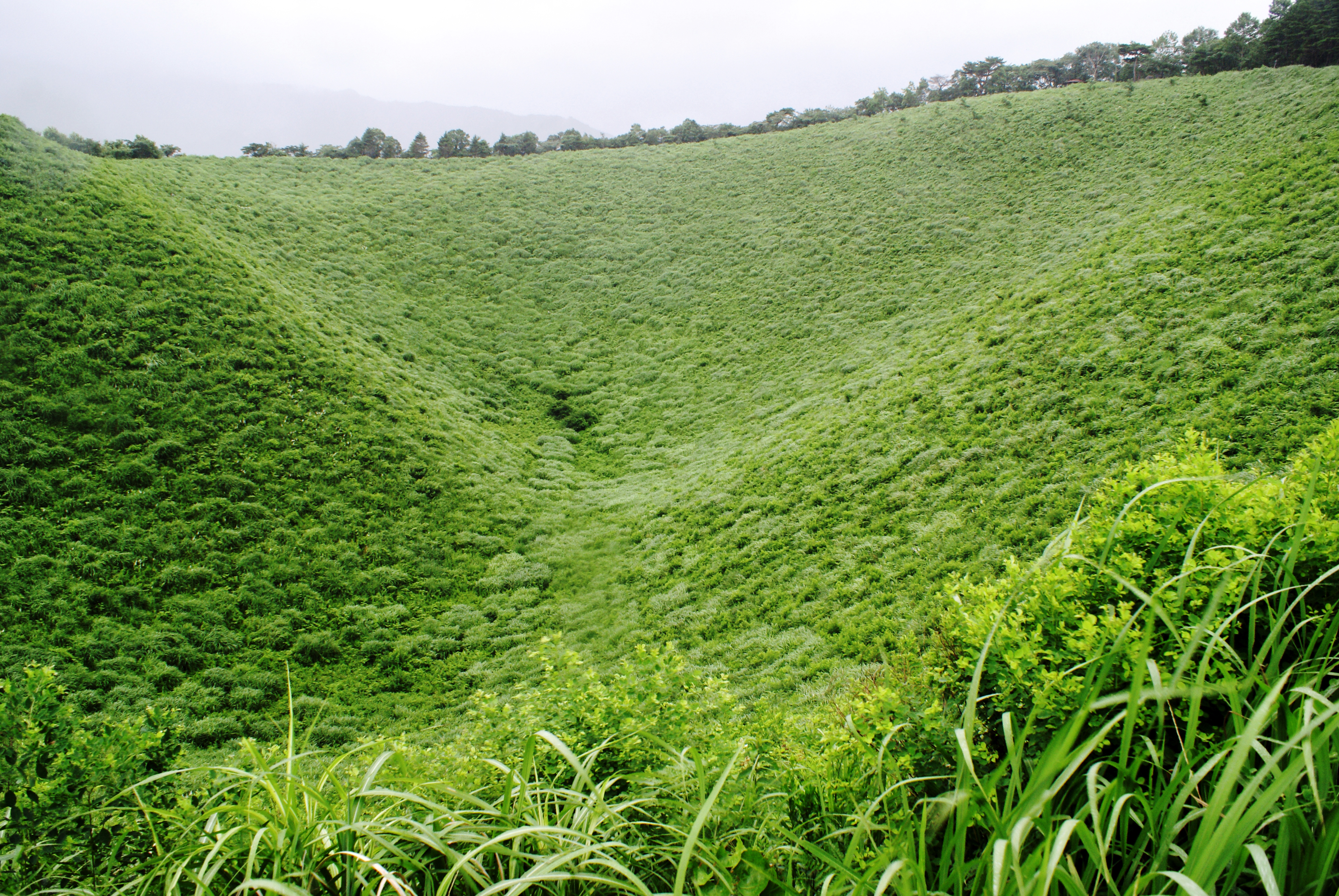
神鍋山の噴火口（神鍋高原）
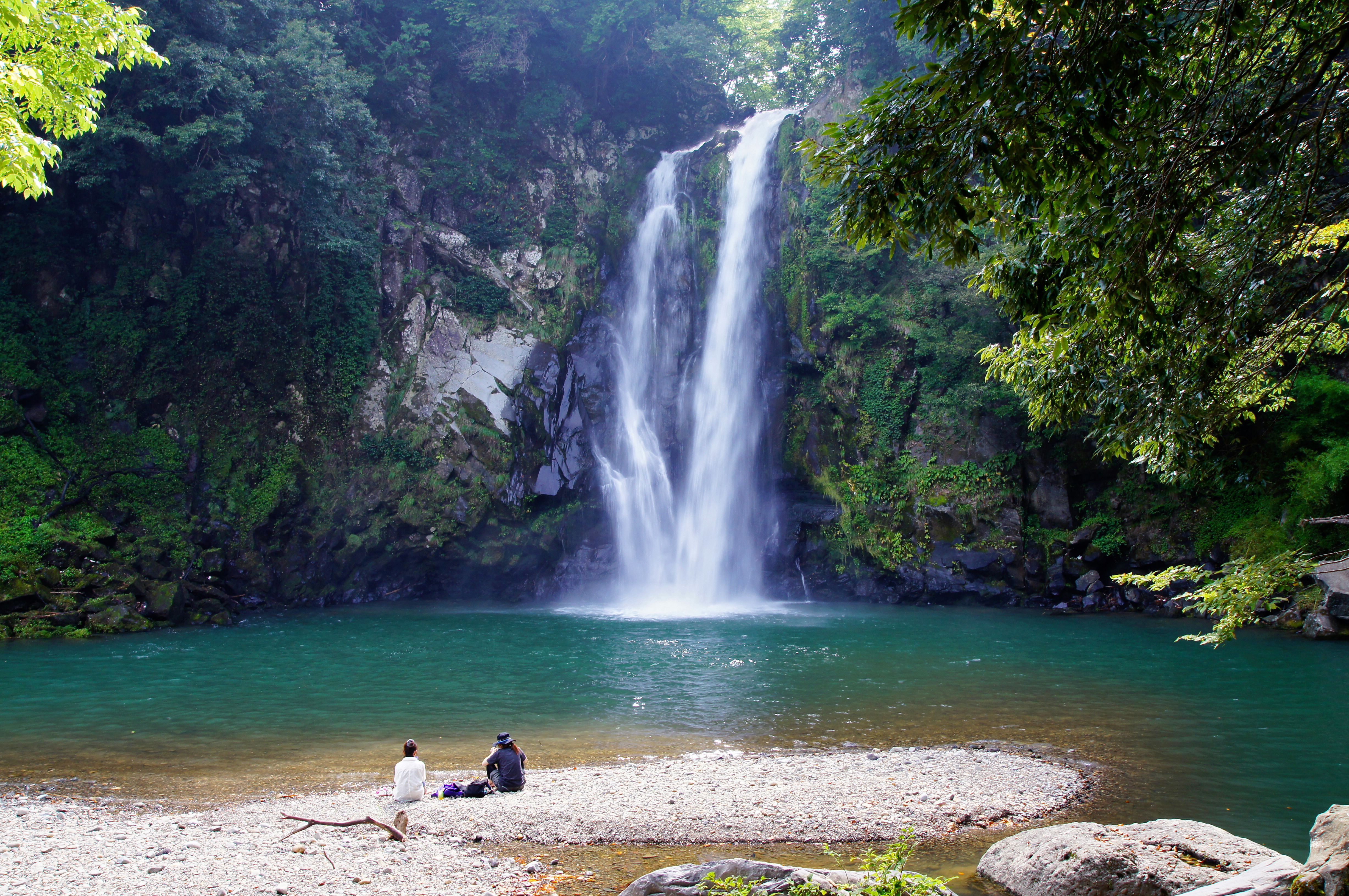
八反滝（神鍋溶岩流）
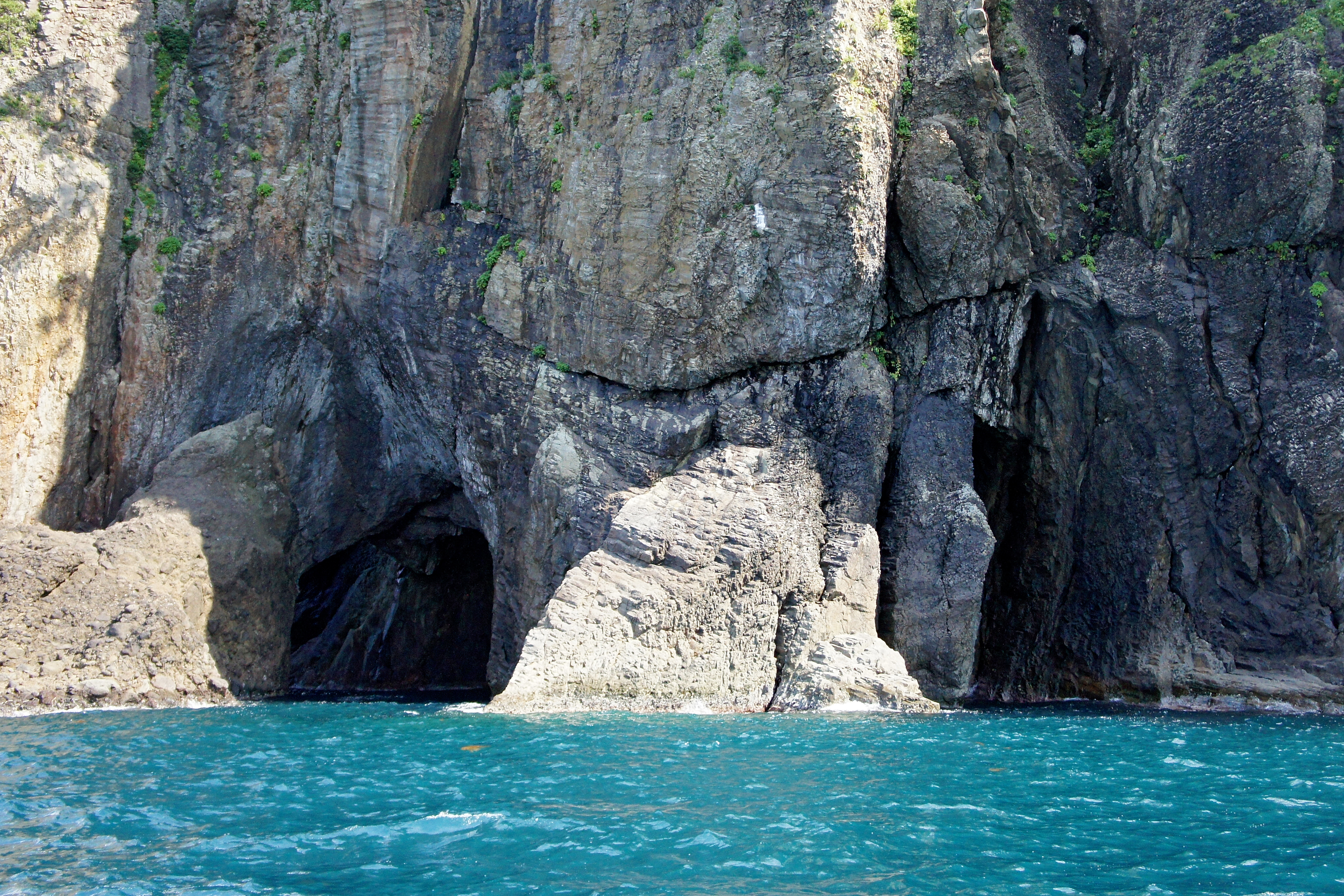
但馬御火浦の下荒洞門
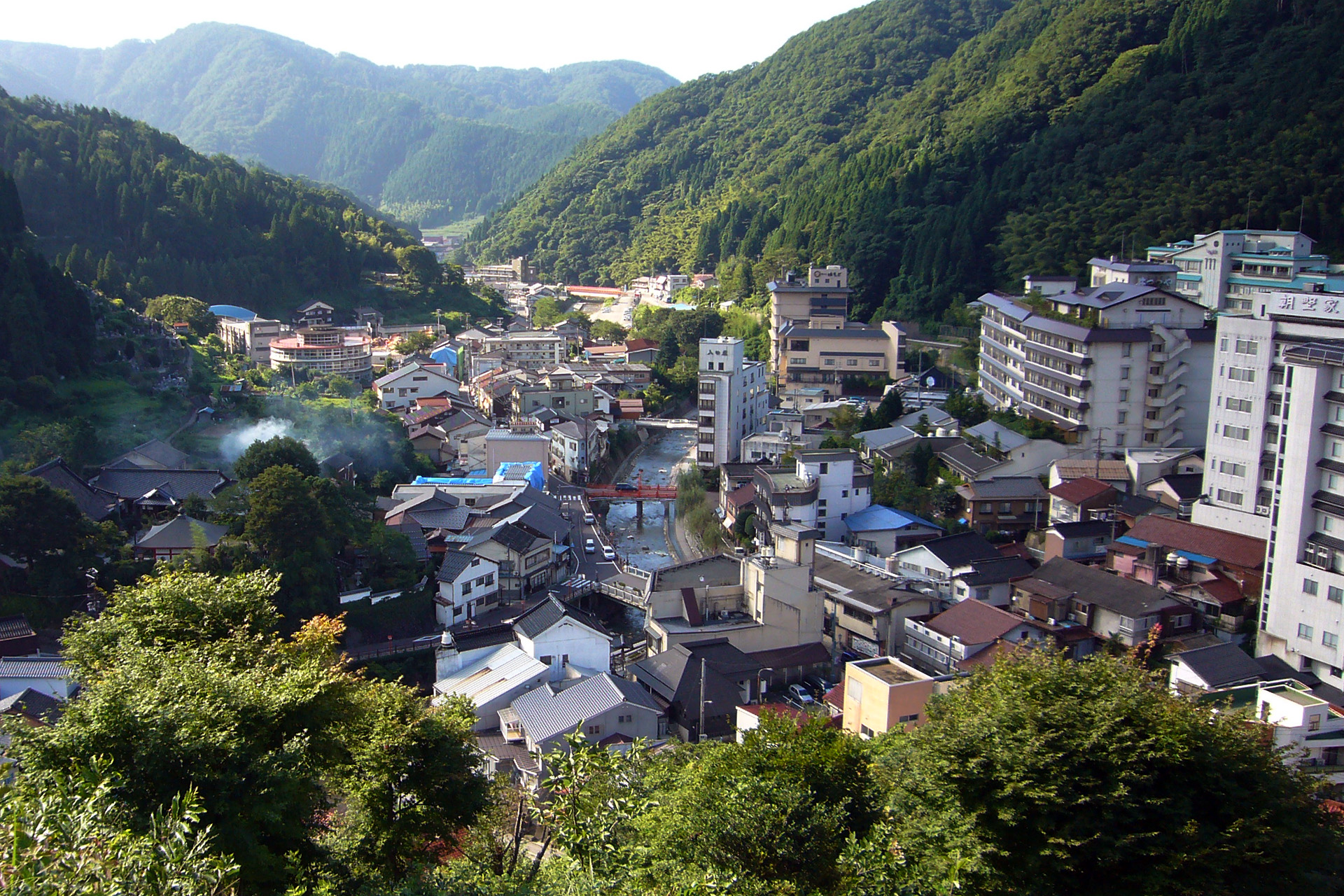
湯村温泉
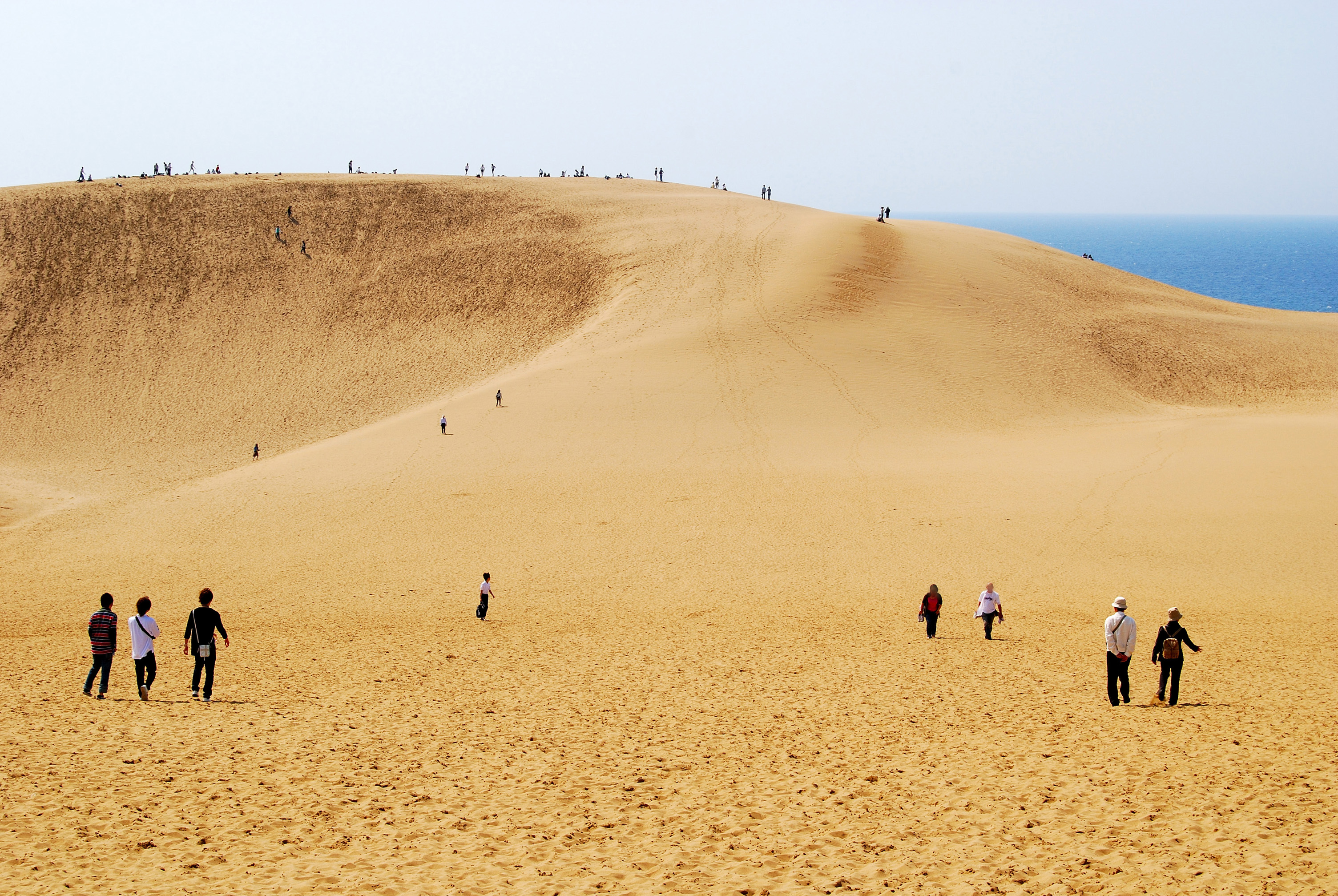
鳥取砂丘
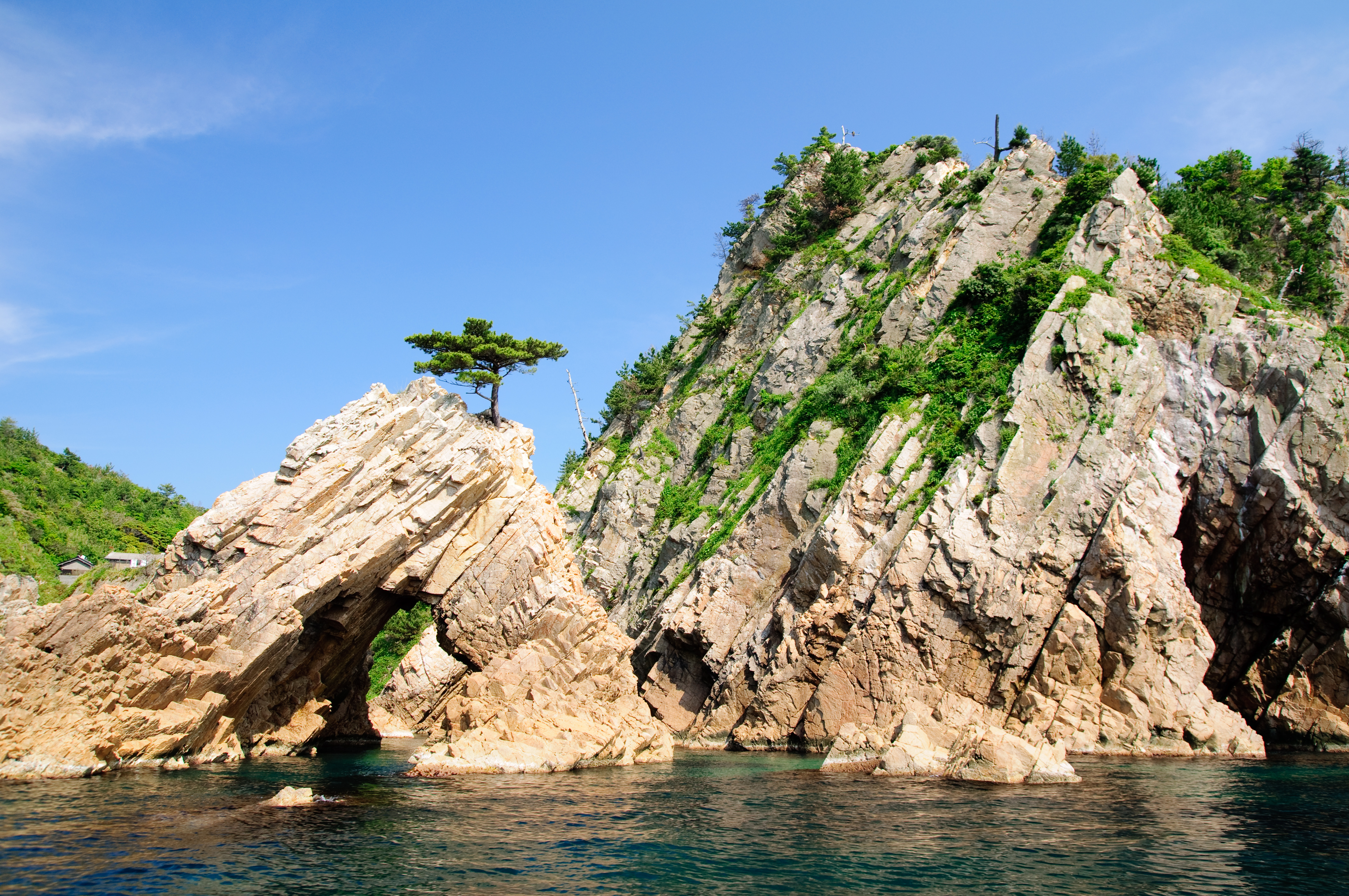
浦富海岸の千貫松島

### 京丹後市
- 経ヶ岬周辺
  - 経ヶ岬、経ヶ岬灯台
- 丹後松島周辺
  - 丹後松島、袖志の棚田、犬ヶ岬、穴文殊
- 立岩・大成周辺
  - 立岩（京都府指定天然記念物・名勝[53]）、大成古墳群、屏風岩、依遅ヶ尾山、丹後古代の里資料館
- 間人海岸周辺
  - 後ヶ浜、城嶋、間人漁港
- 丹後高原周辺
  - 碇高原、内山ブナ林、森林公園スイス村、細川ガラシャ隠棲地
- 磯砂山周辺
  - 磯砂山、高竜寺ヶ岳、乙女神社
- 郷村断層周辺
  - 郷村断層（樋口・小池・生野内）、丹後震災記念館、峰山小学校
- 琴引浜・離湖周辺
  - 琴引浜（国の名勝・天然記念物）、離湖、網野神社、網野銚子山古墳、遠處遺跡製鉄工房跡
- 五色浜・夕日ヶ浦周辺
  - 五色浜園地、浜詰海岸（別名「夕日ヶ浦」）、木津温泉、夕日ヶ浦温泉
- 久美浜湾・丹後砂丘周辺
  - 久美浜湾、丹後砂丘、小天橋、かぶと山、函石浜遺物包含地

### 豊岡市
- 竹野海岸周辺
  - 竹野浜、はさかり岩、猫崎半島、淀の洞門、鷹野神社、宇日の流紋岩、波食甌穴群、大浦海岸
- 竹野川周辺
  - 段の白滝、狗留尊仏、竹野鉱山遺構群、床瀬
- 神鍋火山周辺
  - 神鍋山、稲葉川、八反滝、風穴、俵滝、二段滝、栃本溶岩瘤（県指定天然記念物）、十戸滝、神鍋溶岩流（世界第2位の長さの溶岩渓谷）
- 阿瀬渓谷周辺
  - 源太夫滝（阿瀬五瀑）、龍王滝、阿瀬の子持ち石
- 日和山海岸周辺
  - 城崎マリンワールドと周辺の磯浜、津居山港
- 気比周辺
  - 気比の浜、離水ノッチ、ゾウ岩と戎岩、田結断層と北但馬震災記念碑
- 城崎温泉周辺
  - 城崎温泉、楽々浦、ハチゴロウの戸島湿地
- 玄武洞公園[54]・赤石周辺
  - 玄武洞（国の天然記念物）、青龍洞（国の天然記念物）、白虎洞、南朱雀洞、北朱雀洞、赤石の町並み、兵主神社
- 豊岡盆地周辺
  - 豊岡市街の町並み、豊岡市街震災復興建築群、兵庫県立コウノトリの郷公園
- 円山川下流及び周辺水田のラムサール登録湿地周辺
  - ハチゴロウの戸島湿地、田結湿地
- 出石周辺
  - 出石の町並み、出石神社、此隅山、宗鏡寺
- 但東周辺
  - 安國寺、大師山巨石群、シルク温泉やまびこ、たんとう花公園

### 香美町
- 佐津周辺
  - 佐津海岸（訓谷浜）、柴山赤壁、三川権現
- 柴山周辺
  - 柴山港
- 今子浦周辺
  - かえる島、千畳敷、大引の鼻
- 香住海岸周辺
  - 香住海岸（国の名勝）、鎧の袖（国の天然記念物）、下浜（下浜の流痕と足跡化石）、岡見公園、但馬松島、窓島、松ヶ崎百層崖、香住港（香住西港・香住東港）、香住神社
- 余部周辺
  - 余部橋梁、伊笹岬（御崎の集落）、釣鐘洞門（国の天然記念物）、平内神社
- 射添周辺
  - 矢田川渓谷、和佐父（西ヶ岡）の棚田、味取の俵石、入江の足跡化石
- 村岡周辺
  - 村岡の町並み、猿尾滝、蘇武岳
- 兎和野・瀞川周辺
  - 兎和野高原、瀞川稲荷、瀞川渓谷・瀞川滝
- ハチ北周辺
  - 鉢伏山、ハチ北高原、大沼湿地
- 久須部渓谷周辺
  - 久須部渓谷（要滝、三段滝）、貫田（うへ山）の棚田、吉滝
- 美方高原周辺
  - 小代渓谷、美方高原、新屋八反滝

### 新温泉町
- 久斗川渓谷周辺
  - 久斗川渓谷、久斗山、桃観トンネル、八幡神社
- 但馬御火浦（国の名勝）周辺
  - 三尾大島（長崎鼻）、田井の浜、獅子の口、鬼門崎、観音山、八柱神社・三柱神社、下荒洞門、旭洞門
- 浜坂周辺
  - 浜坂温泉郷、浜坂海岸松の庭、新温泉町山陰海岸ジオパーク館、浜坂県民サンビーチ（日本の白砂青松100選）
- 浜坂西海岸周辺
  - 日本洞門・亀山洞門、穴見海岸、城山園地、大振島、東の洞門、矢城ヶ鼻、諸寄港、諸寄東ノ洞門、諸寄西ノ洞門、千賊断崖、池の島の大甌穴、潮吹崎、居組白島
- 湯村温泉周辺
  - 荒湯、薬師湯、夢千代館
- 照来周辺
  - 照来盆地、兵庫県立但馬牧場公園
- 上山・小又川周辺
  - 上山高原、小又川渓谷、シワガラの滝、布滝、おもしろ昆虫化石館
- 霧ヶ滝周辺
  - 霧ヶ滝、絹糸の滝、扇ノ山、猿壺の滝

### 岩美町
- 浦富海岸（国の名勝）周辺
  - 千貫松島、城原海岸、羽尾鼻、菜種島、菜種五島、鴨ヶ磯海岸、東浜海岸、西脇海岸
- 駟馳山周辺
  - 駟馳山、小畑1号墳（穴観音）、大谷海岸、岩屋地蔵
- 岩井温泉周辺
  - いなば温泉郷岩井温泉、横尾の棚田、因幡銀山跡、唐川湿原（カキツバタ群落）

### 鳥取市
- 雨滝周辺
  - 雨滝、布引の滝、河合谷高原、扇ノ山
- 上地周辺
  - 京ヶ原用水路・棚田、菅野ミズゴケ湿原、夫婦淵、殿ダム・因幡万葉湖
- 因幡国府周辺
  - 因幡国庁跡、宇倍神社、梶山古墳、霊石山
- 鳥取砂丘（国の天然記念物）周辺
  - 鳥取砂丘（福部砂丘・ラッキョウ畑）、火山灰層露頭（古砂丘と新砂丘）、多鯰ヶ池、一ツ山離水海食洞、鳥取砂丘 砂の美術館
- 湖山池周辺
  - 湖山池、鳥取港、布勢古墳
- 吉岡温泉周辺
  - いなば温泉郷吉岡温泉、吉岡断層、秋葉山公園
- 白兎海岸周辺
  - 白兎神社と社叢、御熊神社、酒津漁港、水尻池、道の駅神話の里白うさぎ
- 久松山周辺
  - 久松山、丸山離水海食洞、鳥取東照宮、仁風閣、鳥取城跡
- 鳥取平野周辺
  - いなば温泉郷鳥取温泉、大野見宿禰命神社社叢、五臓圓ビル
- 安蔵・岩坪周辺
  - 岩坪の甌穴、岩坪断層、野坂川の河岸段丘、安蔵森林公園、鷲峰山、松上神社
- 鹿野周辺
  - 鹿野城下町、鹿野断層、布勢の清水、鹿野城跡公園、鹿野温泉

- 浜村温泉周辺
  - 浜村海岸、魚見台、日光池、船磯海岸
- 青谷海岸周辺
  - 長尾鼻、井手ヶ浜、夏泊漁港
- 勝部・日置周辺

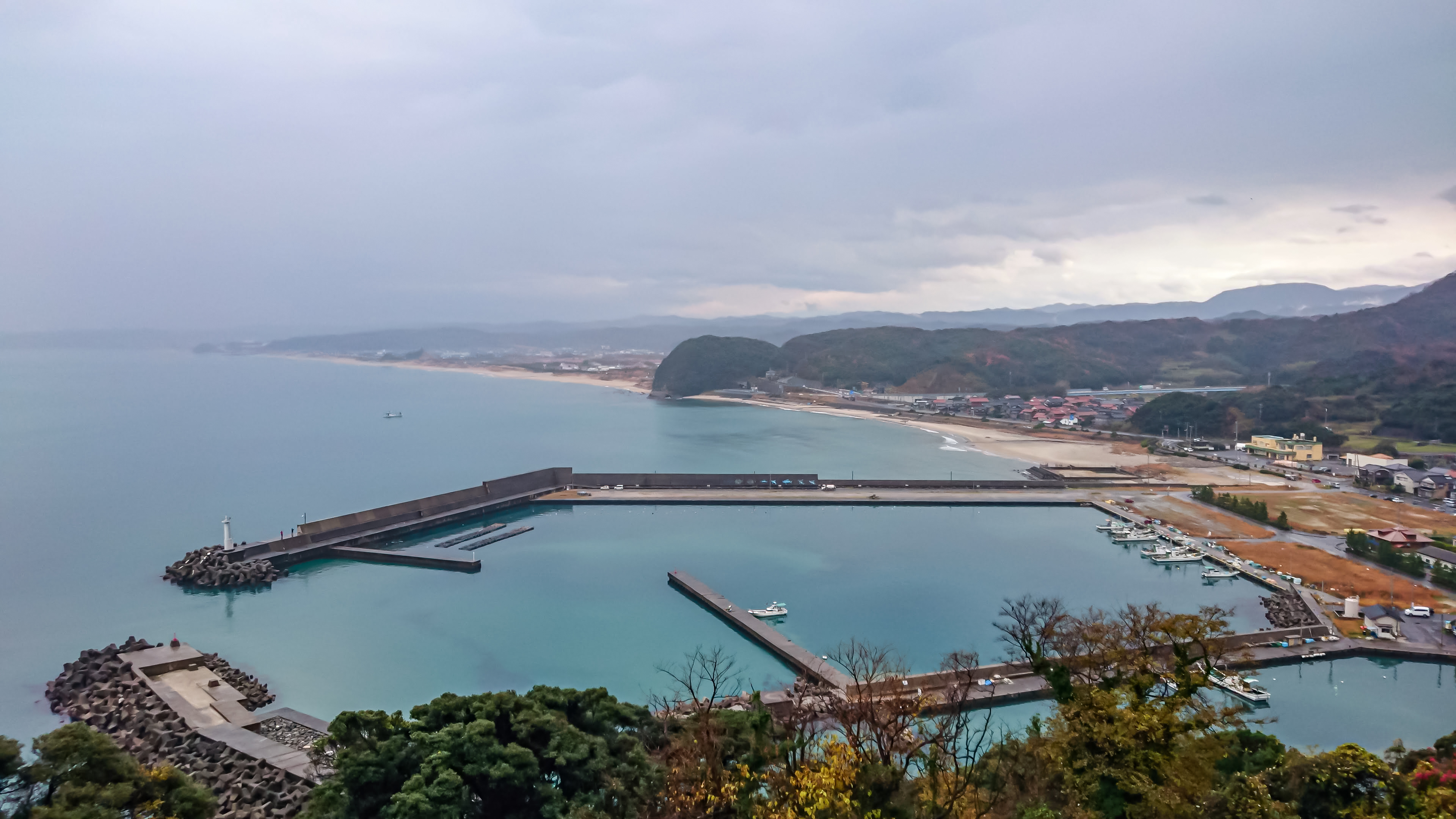
「魚見台」からの眺め。眼下に船磯港、奥側に船磯海岸

  - 鳴滝、不動滝（一ノ滝）、湯原滝、妙円滝、子守神社の岩窟、御滝山

## 山陰海岸ジオパークトレイル
山陰海岸ジオパークのエリア内の景観をめぐる総長230㎞、高低差332mのロングトレイルであり、日本で3番目に長いトレイルと言われている。鳥取砂丘と浦富海岸といった有名なスポットも含まれる。
山陰海岸ジオパークトレイルの大きな特徴は、奇岩、洞門、断崖絶壁の絶景など、多彩な海岸地形の山陰海岸ジオパークを楽しみながら歩けることである。 また、自然歩道を中心としたルートで構成されているため、豊かな自然はもちろん、日本海に育まれた漁村の風景、歴史文化といった日本海沿岸の原風景も存分に楽しめるコースとなっている。 複雑な地形を楽しむハイカーから、ファミリーハイカーまで楽しめる27コース230.9km。 西は青谷（鳥取県鳥取市）から東は経ヶ岬（京都府京丹後市）までと、国内外でも珍しい「コーストトレイル」（海岸線あり山道あり）である。

## 定期観光船
- 但馬遊覧船 - 但馬御火浦周遊
- 遊覧船かすみ丸 - 香住海岸周遊
- 浦富遊覧船 - 浦富海岸周遊

## 拠点施設
- 香美町立ジオパークと海の文化館（兵庫県香美町）
- 山陰海岸ジオパーク館（兵庫県新温泉町）
- 鳥取県立博物館付属 山陰海岸ジオパーク 海と大地の自然館（鳥取県岩美町）
- 岩美町立渚交流館（鳥取県岩美町）
- 山陰海岸国立公園 鳥取砂丘ビジターセンター（鳥取県鳥取市）
- あおや郷土館（鳥取県鳥取市）
- 山陰海岸ジオパーク京丹後市情報センター（道の駅てんきてんき丹後内）